# 卡尼亞韋拉爾 (庫薩平區)
卡尼亞韋拉爾（西班牙語：Cañaveral），是巴拿馬的城鎮，位於該國西北部，由恩戈貝-布格雷特區的庫薩平區負責管轄，該鎮在2012年5月10日從托博貝分出。